# 空想メソロギヰ
「空想メソロギヰ」（くうそうメソロギい）は、妖精帝國の14作目のシングル。2011年10月26日にLantisから発売された。

## 概要
表題曲「空想メソロギヰ」は、UHFアニメ『未来日記』前期オープニングテーマに使用された。またカップリング曲「The Creator」は、2010年12月9日発売のOAD『未来日記』第11巻限定版同梱DVDに収録のプレミアムアニメのオープニングテーマとして使用されている。
初回限定盤にはPVを収録したDVDが同梱されている。
2012年12月5日稼働の音楽ゲーム『pop'n music Sunny Park』（KONAMI）に「空想メソロギヰ」がプレイ楽曲として収録されたが、翌2013年11月13日をもって削除されている。

## 収録曲
全曲 作詞：YUI、作曲・編曲：橘尭葉
1. 空想メソロギヰ [3:59] 
UHFアニメ『未来日記』前期オープニングテーマ
2. The Creator [3:52] 
OAD『未来日記』第11巻限定版同梱DVD収録OVA オープニングテーマ
3. 空想メソロギヰ (instrumental)
4. The Creator (instrumental)

## カバー
- 松澤由美 - 2020年5月27日発売のアルバム「Yumi Matsuzawa AnimeSong Cover Album」に収録[1]。